# Consuelo Cisneros
Consuelo Cisneros Verand (1909-¿?) fue una pintora peruana.

## Biografía
Cisneros estudió en el Colegio del Sagrado Corazón de Lima, institución educativa de la cual luego fue vocal de su patronato. Durante su educación básica destacó por su habilidad para pintar mediante la copia de reproducciones. En 1920, con doce años, ingresó en la Escuela Nacional de Bellas Artes, donde fue compañera de Olga Matellini, Jorge Vinatea Reinoso y Julia Codesido y discípula de José Sabogal y Daniel Hernández, en ese entonces director de la Escuela Nacional.
Expuso una serie de retratos en 1924 y 1927 en la exhibición anual de la Escuela Nacional de Bellas Artes. Su obra más emblemática es Fusilamiento de la heroína María Parado de Bellido, una pintura de tema histórico realizada en 1929, época en que surgieron varias obras patrióticas debido a la celebración del Centenario de la Independencia. El cuadro fue adquirido por el gobierno de Augusto B. Leguía para exhibirlo en la nueva sala «María Bellido» del Museo Bolivariano de Magdalena Vieja. El óleo sobre tela se exhibe en la Quinta de los Libertadores del Museo Nacional de Arqueología, Antropología e Historia del Perú.
En 1937 expuso en Viña del Mar (Chile), a pesar de un contratiempo de salud que casi impide que enviase sus obras.

## Vida personal
Cisneros fue hija de Nicolás Cisneros Valle y Raquel Verand, y creció en un ambiente intelectual. Su abuelo fue el político Manuel Benjamín Cisneros, mientras que su tío abuelo fue el poeta Luis Benjamín Cisneros. Su padre contrajo segundas nupcias con Antonia Garabito Reyes, de este segundo enlace Consuelo Cisneros tuvo a cuatro hermanastros.
En 1937 se casó con José C. Descaillaux, con quien viajó a Chile de viaje de novios.

## Obras

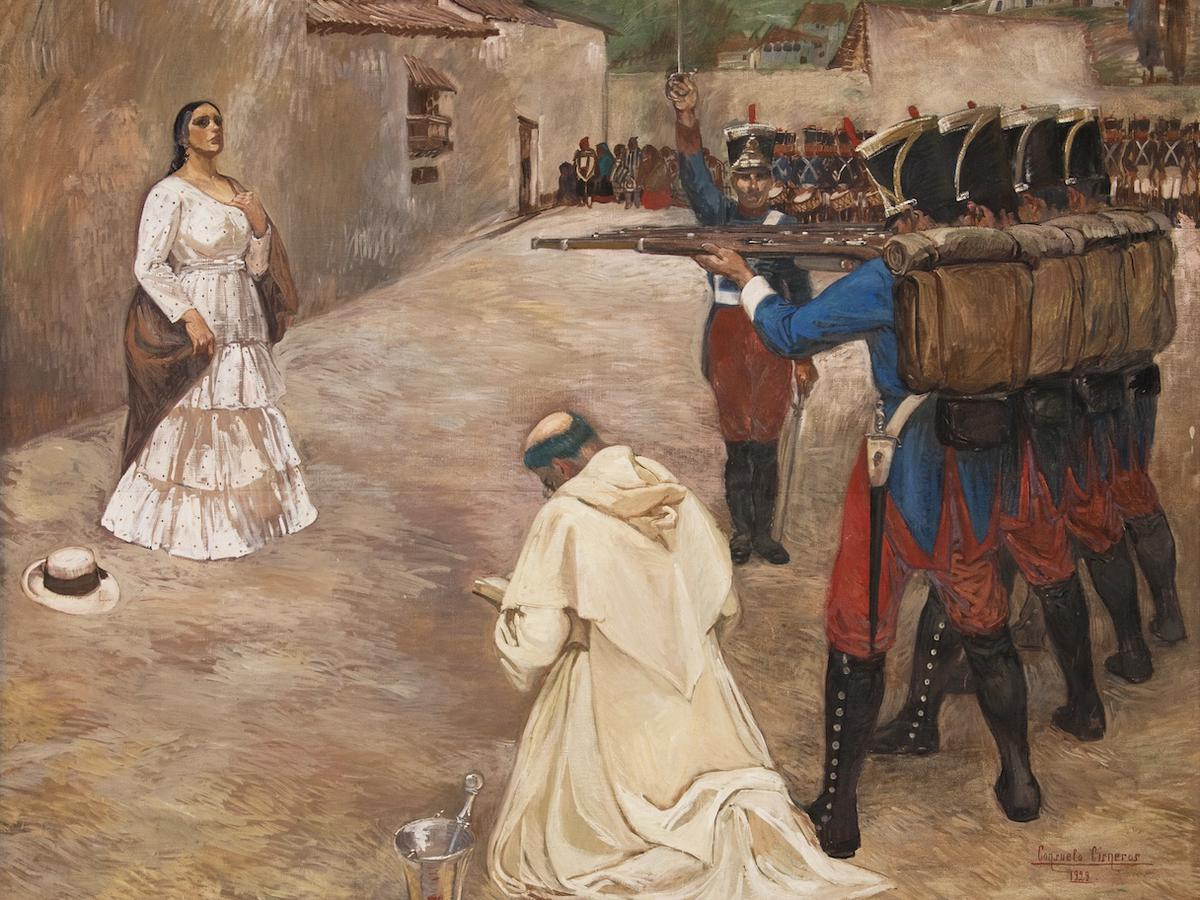
Fusilamiento de la heroína María Parado de Bellido, óleo sobre tela pintado en 1929 y expuesto en el Museo Nacional de Arqueología, Antropología e Historia del Perú

Cisneros cultivó, entre otros géneros, el retrato. La mayoría de sus obras no ha sido registradas en catálogos, pero si que se conocen las siguientes:
- Fusilamiento de la heroína María Parado de Bellido
- En la Herradura